# Stemma codicum

Stemma codicum della tradizione delle opere di Plauto secondo il filologo classico Cesare Questa

In filologia uno stemma codicum ("albero genealogico dei codici") è la rappresentazione grafica, in forma ramificata, del percorso che dall'archetipo porta ai testimoni di un testo. La dottrina delle relazioni di dipendenza dei manoscritti si denomina stemmatica.

## Descrizione
Lo stemma è il frutto di un'attenta indagine sulla tradizione di un testo antico.
Si potrebbe dire che esso è l'albero genealogico del testo pervenutoci, uno schema piramidale al cui vertice c'è l'archetipo (quasi mai conservato), da cui provengono per copie successive le varie famiglie del testo conosciute, i cui testimoni occupano le basi di questa piramide.
Si tratta, in altre parole, della rappresentazione grafica delle relazioni intrattenute tra i diversi testimoni di un'opera che tramite essi ci è stata tramandata. Il testimone è una copia che testimonia il contenuto dell'opera originale. L'archetipo è ciò che i testimoni tramandano, spesso alterandone la forma in più luoghi.

## Legenda dellostemma codicum
- l'omega Ω rappresenta il manoscritto originale di un testo, perduto.
- l'alfa e la beta, (α) e (β), sono gli archetipi di due famiglie ben distinte (esempio Codex Palatinus e Codex Ambrosianus), che sono nate dalla riproduzione del manoscritto originale Omega.
- i prearchètipi coevi delle due grandi famiglie di manoscritti (A e Π), sono quei manoscritti che danno origine ai manoscritti per la maggior parte dei casi in nostro possesso, gli unici sopravvissuti fino ai giorni nostri e i più antichi. Il prearchetipo Π sarebbe quello del Codex Palatinus della maggior parte dei testi antichi in nostro possesso, conservati inoltre nella Biblioteca Vaticana.
- Ρ e π sono i capostipiti perduti degli archetipi che possediamo. Possono essere capostipiti di "subarchetipi", ossia testi copiati dall'originale prearchetipo, nella maggior parte dei casi contenente il testo riprodotto in maniera errata, con manomissioni ed errori.
- Β e η sono infatti i subarchetipi, la prima ipotesi di B, che il manoscritto sia stato copiato dal subarchetipo capostipite, e l'η che sia un manoscritto copiato da un "intermediario manoscritto" perduto (D), collegato ad un altro "C", che sarebbe un manoscritto trasposto (con errori), dall'η.

## Utilizzo dellostemma codicum
Oggi non c'è edizione critica di un testo antico che non riporti il suo stemma codicum.
L'esatta ricostruzione di esso è nel metodo di Lachmann lo scopo della recensio, che è l'attività preliminare necessaria all'emendatio, con cui l'editore tenta di correggere tutti gli errori sopravvenuti in un testo tramandato per stabilirne la forma migliore, la più vicina possibile all'originale scritto dall'autore, dando così un'edizione critica del testo.
Ma la ricostruzione dello stemma codicum permette una adeguata selezione delle lezioni, soltanto se la recensione è chiusa o verticale; se invece ci si trova di fronte a una recensione aperta, o orizzontale, come la chiama Giorgio Pasquali, e cioè se l'intera tradizione non deriva da un unico archetipo, lo stemma codicum risulta inefficace ed è necessario ricorrere a "criteri interni", valutando quale tra le diverse lezioni aderisca maggiormente all'usus scribendi dell'autore o ancora quale sia la lectio difficilior ("la lezione più difficile", e dunque improbabilmente dovuta a qualche copista, che anzi tende a banalizzare le lezioni dell'esemplare che sta copiando).